# Bonnie Garmus

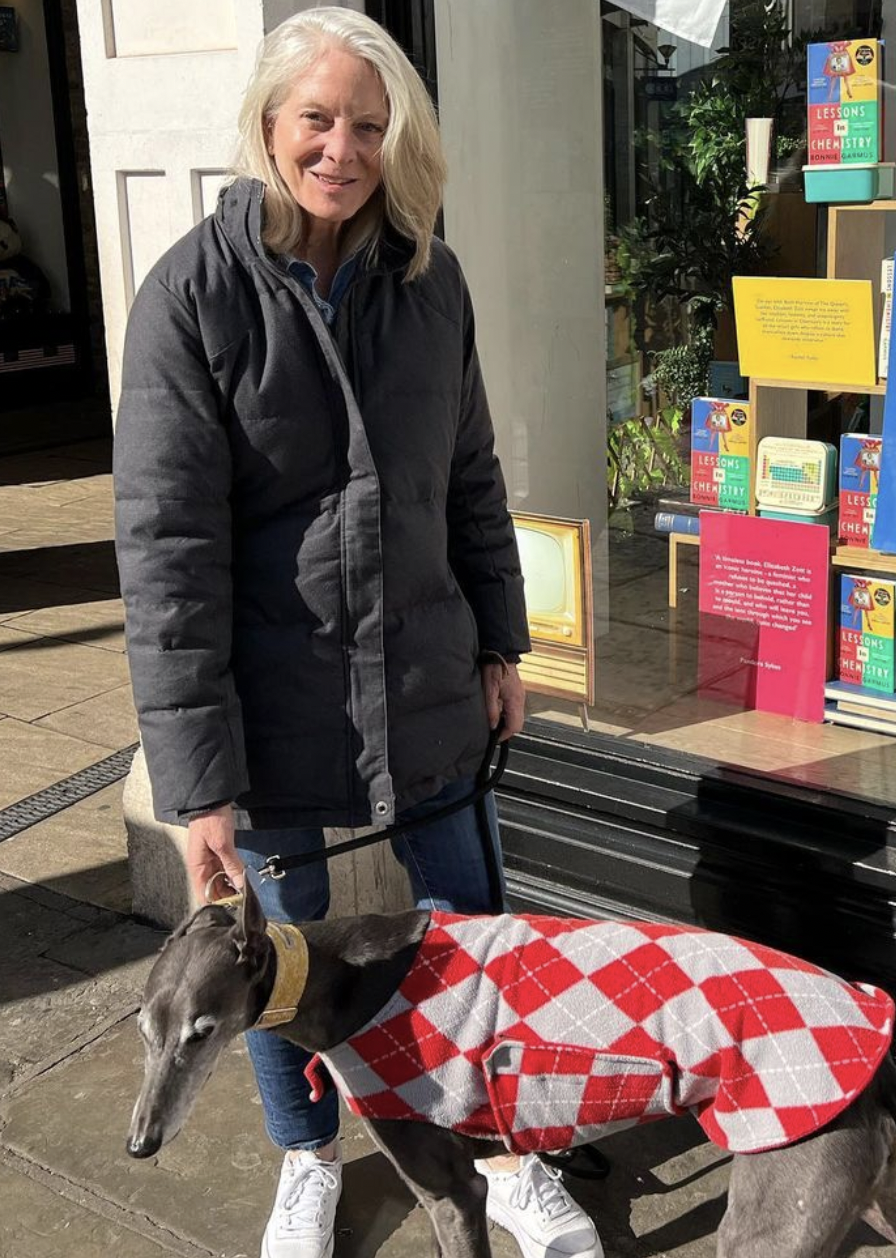
Bonnie Garmus

Bonnie Garmus (geboren 1957 in Kalifornien) ist eine US-amerikanische Autorin. Ihr Erstlingswerk Eine Frage der Chemie entwickelte sich nach dem Erscheinen 2022 zu einem Bestseller und war die Basis für die 2023 erstmals ausgestrahlte Fernsehserie Eine Frage der Chemie.

## Leben
Bonnie Garmus wollte Autorin werden und studierte englische Literatur an der University of California in Santa Cruz. Nach ihrem Abschluss arbeitete sie lange als Redakteurin für einen wissenschaftlichen Verlag. Danach wurde sie Texterin und spezialisierte sich auf technische und medizinische Themen. Sie lebte lange in Seattle. Wegen der Arbeit ihres Mannes zog sie zunächst von Seattle nach Zürich, wo sie freiberuflich als Texterin arbeitete, und 2017 nach London.
Bevor sie nach London zog, hatte sich Garmus schon an zwei Romanen versucht, die nicht veröffentlicht wurden. In London besuchte sie Schreibkurse der Agentur Curtis Brown. Dort kam sie in Kontakt mit der gut vernetzten Literaturagentin Felicity Blunt von Curtis Brown. Diese setzte sich erfolgreich für ihre Klientin und ihren ersten Roman (Eine Frage der Chemie / Lessons in Chemistry) ein. Bei der ersten digitalen Frankfurter Buchmesse 2020 soll Lessons in Chemistry die „heißeste Ware“ gewesen sein. An der Auktion für die Rechte beteiligten sich 16 Verlage. Der Randomhouse-Verlag Doubleday kaufte die Rechte für Großbritannien und die USA. Die Rechte wurden in 35 Länder verkauft.
Als der Roman im April 2022 erschien, war Garmus bereits Mitte 60. Der Roman wurde von Ulrike Wasel und Klaus Timmermann ins Deutsche übersetzt. In Deutschland entwickelte sich das Buch umgehend zu einem Bestseller. Er stand mehr als 13 Wochen in den Top 5 der Spiegel-Bestsellerliste. Für Apple TV+ entstand die auf dem Buch basierende Serie Eine Frage der Chemie (2023) mit Brie Larson, Lewis Pullman und Aja Naomi King.

## DebütromanEine Frage der Chemie
Der 2022 erschienene Roman Eine Frage der Chemie (Lessons in Chemistry) dreht sich um die hochbegabte Chemikerin Elizabeth Zott und ihre Schwierigkeiten, in den 1950er Jahren in Kalifornien beruflich in der chemischen Forschung Fuß zu fassen. Das gestaltet sich aufgrund der damaligen frauenfeindlichen Situation als schwierig. Für kurze Zeit findet sie jedoch ein privates Glück. Sie hat eine Beziehung mit dem unattraktiven, aber brillanten Chemiker Calvin Evans, der als Anwärter auf den Nobelpreis gehandelt wird. Beide arbeiten im selben Forschungsinstitut. Um unabhängig zu bleiben, ist sie nicht bereit, ihn zu heiraten. Nachdem er verunglückt ist, entdeckt sie, dass sie schwanger ist. Durch Intrigen ihrer Kollegen verliert sie ihre Stelle. Letztendlich wird die alleinerziehende Chemikerin aufgrund ihrer Kochkunst 1961 für das Fernsehen entdeckt und wird mit der Fernsehshow „Essen um sechs“, in der sie Kochrezepte wissenschaftlich erklärt, ein Fernsehstar.
Kirkus Reviews bescheinigte Bonnie Garmus’ Debüt: „Ein liebenswerteres Plädoyer für Rationalismus und Gleichberechtigung der Geschlechter kann man kaum finden.“ Die Moderatorin und Literaturkritikerin Elke Heidenreich war von dem Buch begeistert, bezeichnete es als „Granatenroman“ und sagte in ihrer Videokolumne: „Ich habe lange nicht so ein unterhaltendes, witziges und kluges Buch gelesen wie dieses.“ Susanne Steufmehl sagte im Münchner Kirchenradio, dass Eine Frage der Chemie einer der Romane sei, die wohl vor allem von Frauen gelesen würden, die aber auch Männern gut tun würden. Wolfgang Schütz attestierte in der Augsburger Allgemeinen dem Bestseller einen streamingserienhaften Sog und ergänzte: „[…] nichts davon ist wirklich glaubwürdig, – und doch stimmt das Wesentliche, ist die Spieglung wahrhaftig.“
Stephanie Merrit stellte im Guardian Garmus’ „große Kunst“ heraus, einen ausgesprochen komischen Roman um eine völlig emotionslose Protagonistin zu schaffen, der einige ziemlich schreckliche Dinge widerfahren. Die Komik bestehe in der Kluft zwischen der ruhigen, aber hartnäckigen Weigerung der Figur, etwas anderes zu sein als sie selbst, und der Entschlossenheit ihrer Umgebung, sie in eine akzeptable Form zu zwingen.
Ursula März beschrieb im Deutschlandfunk Kultur den Roman als „hellsichtigen Gesellschaftsroman“. Ihm gelinge das Kunststück, seinen Stoff ins Komödiantische zu wenden, ohne sich im Albernen zu verlieren. Er wirbele die „schlichte Dichotomie“ von Hausfrau und Karrierefrau „auf schwungvolle und unterhaltsame Weise durcheinander“. Nach der Lektüre betrachte man „nicht nur die Erwärmung von Bratöl in der Pfanne mit anderen Augen, sondern auch die Kulturgeschichte hausfraulicher Tätigkeiten“.
Marie Schmidt attestierte dem Buch in der Süddeutschen Zeitung, dass es alles habe, „was Erzählungen über die Emanzipation von Frauen in den vergangenen Jahrzehnten erfolgreich gemacht“ habe, nämlich „klare Geschlechterrollen, die eben nur im Rückblick auf jene Fünfziger und Sechziger plausibel zu erzählen sind, in denen Männer skrupellos machistisch sein konnten und Frauen Kämpfe ausfochten, die wir heute unzweideutig als Befreiungsschläge erleben“. Der Roman baue Ungerechtigkeit, Gewalt oder Widerwärtigkeiten gegenüber der Protagonistin so eindeutig auf, dass es einem „den Magen umdrehe“. Doch „absolut verlässlich“ gebe es einige Seiten später Zotts Rache. Schmidt konstatierte: „Dieses Buch verschafft einem Genugtuungen im Minutentakt.“ Darüber hinaus seien die „Spannungskurven dieses Romans so präzise geschwungen (…), wie es heute eben noch kein Algorithmus kann“.
Elisabeth Egan fasste in der New York Times zusammen: „‚Lessons in Chemistry‘ wird Sie dazu bringen, über all die realen Frauen nachzudenken, die ihrer Zeit voraus waren – Frauen, die an den Rand gedrängt, ignoriert oder noch schlimmer wurden, weil sie nicht so einfallsreich, entschlossen und glücklich waren wie Elizabeth Zott. Sie erinnert uns daran, wie weit wir schon gekommen sind, aber auch daran, wie weit wir noch gehen müssen.“ Ähnlich kommentierte Markus Reiter in der Stuttgarter Zeitung, dass Garmus die Themen der Me-too-Debatte der Gegenwarte in die noch viel frauenfeindlichere Zeit vor 60 Jahren verlegt habe. Allerdings bescheinigte er dem Buch einen kitschigen Plot.
Gerrit Bartels sieht den Roman im Tagesspiegel kritischer: „Mitunter ist es arg offenkundig, wie Bonnie Garmus hier aus heutiger Perspektive auf die fünfziger Jahre blickt.“ Doch attestiert er dem Roman „passagenweise“ literarische Qualität. Auch Wolfgang Tischer stellt im Literatur-Café heraus, dass die „sympathisch naiv-tragische Hauptfigur“ so erfunden sei, „wie wir uns eine Kämpferin für Emanzipation und Selbstbestimmung damals gewünscht hätten“. Garmus schreibe rückwirkend eine Figur, die heutige Tugenden in die damalige Zeit bringe. Er schließt: „Das liest sich amüsant, wirkt aber manipulativ.“

## Auszeichnungen
- 2022 Lieblingsbuch der Unabhängigen für Eine Frage der Chemie[17]
- 2022 LovelyBooks Community Award Gold in der Kategorie Literatur für Eine Frage der Chemie[18]
- 2022 LovelyBooks Community Award Bronze in der Kategorie Bestes Hörbuch für Eine Frage der Chemie[19]